# São Benedito (Ceará)
Pour les articles homonymes, voir São Benedito.
 (décembre 2020).
Le contenu est difficilement compréhensible vu les erreurs de traduction, qui sont peut-être dues à l'utilisation d'un logiciel de traduction automatique.
São Benedito (aussi appelée São Benedito da Ibiapaba) est une municipalité brésilienne de l'État de Ceará. Sa population estimée en 2019 est de 52 903 habitants.

## Toponymie
Un Indien qui avait une dévotion particulière à São Benedito a adopté ce nom pour le village.

## Histoire
Le village s'appelait à l'origine Rio Arabê, c'est-à-dire « cafards » dans la langue Tupi, en prenant pour référence le ruisseau (XVIIe siècle). À cette époque, les seuls habitants étaient les Tapuias, qui représentaient l'un des principaux groupes autochtones.
La référence du lieu est connue dès 1604, lorsque Pero Coelho de Souza, après avoir soumis les Tabajaras d'Ibiapaba, étendit ses conquêtes le long de la Grande Serra da Ibiapaba, y établissant son quartier général. Il a ensuite commandé le reste de ses opérations de conquête, rassemblant les principaux Morubixabas, exigeant l'obéissance et la fidélité des royaumes, en plus d'emprisonner deux cents indiens, les réduisant en esclavage et les envoyant menottés à Pernambuco.
Après la fin du terrorisme des explorateurs, chaque Tuxaua a recherché sa maison, les indigènes qui lui étaient liés à Arabê y restèrent. Un peu plus d'un siècle s'est alors écoulé. En 1759, lorsque les jésuites furent expulsés d'Ibiapaba, c'était à l'Indien Jacob de rassembler le contingent sous ses ordres obéissance et de se réfugier dans le Rio Arabê susmentionné. Il y a installé son village. Peu de temps après, des groupes dispersés se sont approchés de la forteresse, ont installé leurs tugurios et la colonie a été formée par cette route.

### Évolution politique
Le district de police a été initialement créé conformément à la loi provinciale n°527, du 6 décembre 1850, changeant l'emplacement à São Benedito da Ibiapaba. Ensuite, la première école fut créée, selon la loi n°685, du 20 octobre 1854, et les sommités qui marquèrent la première étape évolutive de la redoute furent ouvertes par cette chaîne de sagesse. Son élévation à la catégorie de Vila provient de la loi provinciale n°1.470, du 18 novembre 1872, ayant été installée le 25 novembre de l'année suivante, simplifiant le nom de São Benedito. À cette date, Municipalité de São Benedito a également été installée.
L'élévation de la Vila au rang de municipalité découle de la loi n°1.850 du 30 août 1921.

### Église
Les premières manifestations de soutien ecclésial sont précédées par l'Indien Jacob, dévot de São Benedito et qui l'a utilisé dans ses monuments d'ouverture. Le temple d'origine, construit en boue, en terre battue et en paille, avait été construit en collaboration avec les indigènes eux-mêmes vers 1759. Environ huit décennies plus tard, en 1841, la première maison de prière fut érigée en termes modernes, ayant comme assistant le curé de Viçosa do Ceará, le père Filipe Benício. Cet oracle sans prétention, qui a été élargi et réformé et avec l'encouragement São Benedito que le Père João Crisóstomo de Oliveira Freire, était l'avant-garde. L'idée de construire l'Église Mère a surgi, dont les travaux ont commencé le 23 août 1850. Les travaux de conclusion et l'événement inaugural datent du 21 décembre 1851.

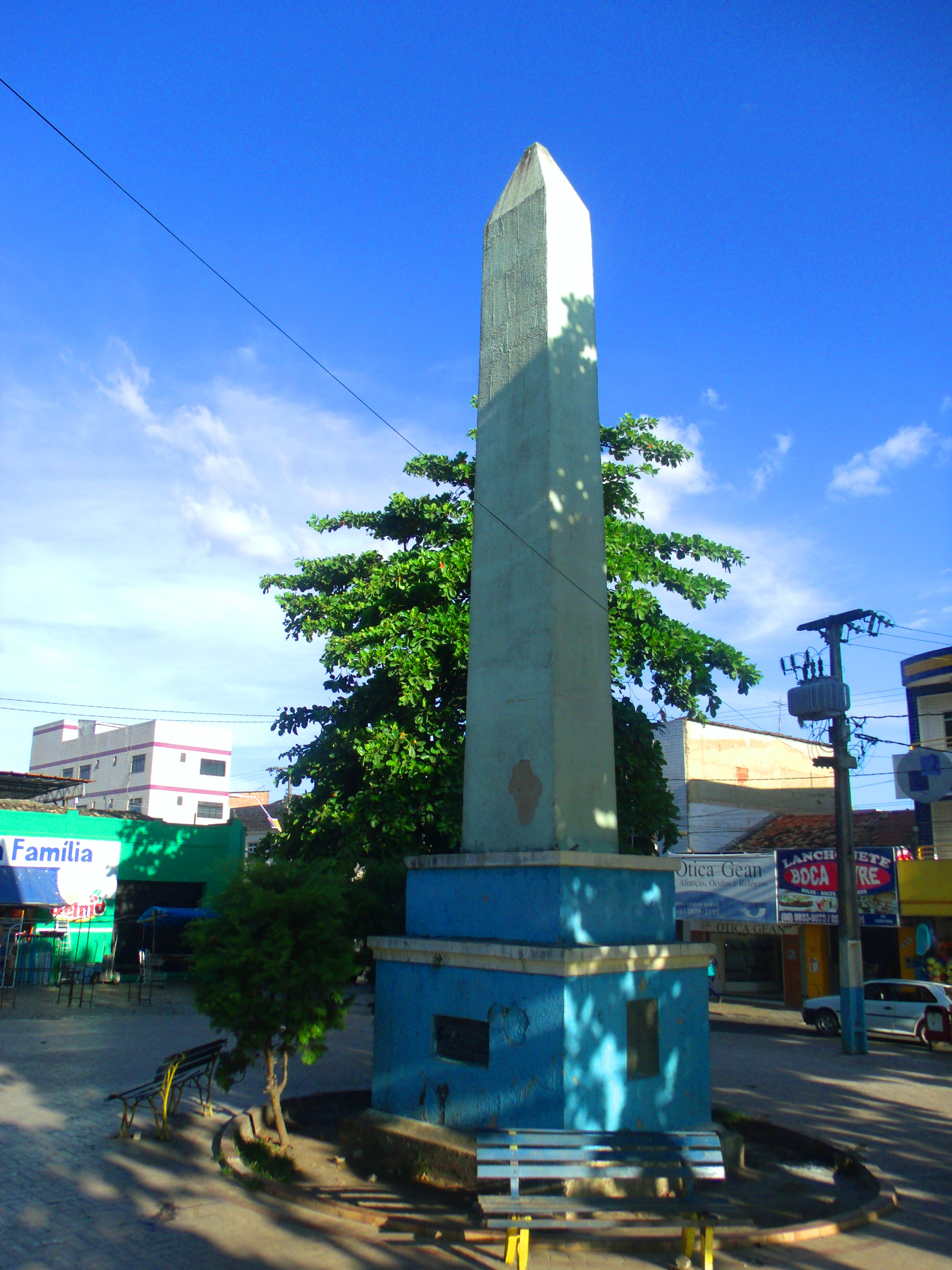
Obélisque de la municipalité de São Benedito, érigé en 1973, pour le centenaire de la municipalité.

Son illustre fils Raimundo de Farias Brito (São Benedito, 24 juillet 1862 - Rio de Janeiro, 16 janvier 1917), écrivain et philosophe brésilien, considéré comme l'un des plus grands noms de la pensée philosophique du pays et auteur de l'une des œuvres philosophiques les plus complètes produites à l'origine au Brésil, dans laquelle il identifie les plans de la connaissance et de l'être, revenant dogmatiquement à la métaphysique traditionnelle, à caractère spiritualiste.
Le 29 août 1970, dans une action de guérilla controversée, Ação Libertadora Nacional (ALN, un groupe de la gauche armée cubaine) attaque dans la municipalité l'établissement du marchand José Armando Rodrigues et candidat à la vice-maire par l'ARENA (Alliance pour le renouveau national, parti soutenant le régime militaire), qui a été enlevé, torturé et assassiné de quatre coups de feu puis dont le corps a été jeté dans la Serra Ibiapaba, le corps étant retrouvé le lendemain par le père de la victime . La barbarie a provoqué le plus grand siège policier de l'histoire du Ceará  impliqué dans cet acte terroriste

## Source
- (pt) Cet article est partiellement ou en totalité issu de l’article de Wikipédia en portugais intitulé « São Benedito (Ceará) » (voir la liste des auteurs).